# Den stora lögnen (1959)
Den stora lögnen (originaltitel: Imitation of Life) är en amerikansk dramafilm från 1959 i regi av Douglas Sirk. Manuset är baserat på romanen med samma titel från 1933 av Fannie Hurst.
Historien filmatiserades även 1934 med titeln Uppror mot livet, men Sirks version är betydligt mer välkänd. Filmen blev en stor kommersiell framgång för Universal Pictures. Både Susan Kohner och Juanita Moore nominerades senare till en Oscar för bästa kvinnliga biroll i denna film.

## Medverkande i urval
- Lana Turner – Lora Meredith
- John Gavin – Steve Archer
- Sandra Dee – Susie, 16 år gammal
- Susan Kohner – Sarah Jane, 18 år gammal
- Robert Alda – Allen Loomis
- Dan O'Herlihy – David Edwards
- Juanita Moore – Annie Johnson
- Troy Donahue – Frankie
- Mahalia Jackson – körsolist